# Oskar Friese
Oskar Friese, właśc. Oscar Emil Julius Freise (ur. 30 listopada 1885 w Łodzi, zm. 6 lutego 1943, tamże) – kupiec, niemiecki poseł na Sejm Ustawodawczy (1919–1922).
Freise był synem Gottfrieda Freise i z Karoliny domu Koch. Jego żoną była Alma Luise z domu Mantey. Prowadził przedsiębiorstwo kupieckie oraz był księgowym w Konstantynowie Łódzkim, a następnie kupcem w Łodzi. Był członkiem zarządu Wolnej Prasy Łódzkiej (Lodzer Freien Presse), członkiem zarządu Właścicieli Nieruchomości w Łodzi, członkiem Towarzystwa Przeciwżebraczego w Łodzi, redaktorem „Łódzkiego Głosu Obywatelskiego” oraz należał do Niemieckiego Stronnictwa Ludowego (Deutschen Volkspartei), z ramienia którego został posłem na Sejm Ustawodawczy, zastępując w 1919 Ludwiga Wolffa, który zrezygnował ze względu na zły stan zdrowia.
Został pochowany w Konstantynowie Łódzkim na cmentarzu przy Schillerstrasse.